# Nová Dubnica
Nová Dubnica – miasto na Słowacji, w kraju trenczyńskim, w powiecie Ilava. Liczy 11,5 tys. mieszkańców (2011).
Zostało założone w 1953 roku na terenie wydzielonym z katastru miasta Dubnica nad Váhom (dzielnica Kvášovec) jako wielki zespół mieszkaniowy dla pracowników pobliskich zakładów przemysłowych. W 1960 roku otrzymało prawa miejskie.